# Free, White and 21
Free, White and 21, conosciuto anche come A Question of Consent, è un film statunitense del 1963 diretto da Larry Buchanan. È basato sulla storia vera del controverso processo di un uomo di colore accusato di aver violentato una donna bianca di Dallas, in Texas, nel 1960.

## Trama
L'imprenditore afro-americano Ernie Jones è accusato di aver violentato la svedese Greta Mae Hansen e viene messo sotto processo. Jones era proprietario dell'hotel in cui Hansen aveva deciso di pernottare durante una sua visita a Dallas. Il film è soprattutto un dramma giudiziario, con molti degli eventi chiave ritratti in sequenze di flashback e varie testimonianze al processo, tra cui quelle degli stessi Ernie Jones e Greta Mae Hansen.

## Produzione
Il film è stato prodotto dalla American International Pictures e girato a Dallas, Texas.

## Titolo
Il titolo del film deriva da una frase, I'm free, white and twenty one, usata in alcuni film degli anni 20 e degli anni 30, che si diffuse poi nella parlata comune statunitense ad indicare la voglia di dichiarare un'emancipazione individuale in contesti difficili per la libertà della persona come quelli di quegli anni. La frase fu utilizzata in particolare dai movimenti femministi anche nei decenni seguenti. Ad esempio la frase è utilizzata nel film Io sono un evaso (I Am a Fugitive from a Chain Gang, 1932) con Paul Muni che interpreta un prigioniero che evade dai lavori forzati e si innamora di una ragazza. Ad un certo punto l'uomo chiede alla ragazza se desidera tornare a casa e lei gli risponde che non ha alcuna responsabilità e che è free, white and 21 ("libera, bianca e ventunenne").